# 迪卡·梅姆
迪卡·梅姆（法語：Dika Mem，1997年8月31日—），法国男子手球运动员，2018年欧洲男子手球锦标赛铜牌得主、2020年夏季奥林匹克运动会男子金牌得主、2024年欧洲男子手球锦标赛金牌得主。